# Calicina piedra
Calicina piedra is een hooiwagen uit de familie Phalangodidae. De wetenschappelijke naam van Calicina piedra gaat terug op Briggs.